# Kläden (Arendsee)
Kläden ist eine Ortschaft und ein Ortsteil der Einheitsgemeinde und Stadt Arendsee (Altmark) im Altmarkkreis Salzwedel in Sachsen-Anhalt.

## Geographie

### Lage
Kläden, ein Straßendorf mit Kirche, liegt etwa vier Kilometer westlich der Stadt Arendsee im Norden der Altmark. Nördlich des Dorfes liegt das Baggerloch einer ehemaligen Sandgrube, landläufig „Imi-Ata-See“ genannt.
Nachbarorte sind Binde im Südwesten, Kaulitz im Nordwesten, Schrampe im Norden, Arendsee (Altmark) im Nordosten und Kraatz im Süden.

### Ortschaftsgliederung
Zur Ortschaft Kläden gehören die Ortsteile Kläden und Kraatz.

## Geschichte

### Mittelalter bis 20. Jahrhundert
Im Jahr 1271 wird Cloͤdene erwähnt, als die Markgrafen Otto und Albert das Dorf dem Kloster Arendsee schenkten. Kurz darauf, im Jahre 1283 wird das Dorf Kläden als villa Clodene in einer Disputation zwischen den Markgrafen Otto, Albert und Otto mit dem Kloster Arendsee erwähnt. Die Markgrafen schenkten dem St. Thomas-Altar der Klosterkirche Einkünfte aus Kläden.
Im Landbuch der Mark Brandenburg von 1375 wird das Dorf als Cloden aufgeführt. Die Einkünfte waren an die St. Marien-Kirche in Salzwedel übergegangen.
Weitere Nennungen sind 1541 Kloden, 1687 Klöden, 1804 Kläden und Cläden, ein Dorf mit Krug und Windmühle. Sie stand im Süden des Dorfes an einer Weggabelung nach Kraatz.

### Archäologie
Aus der Flurbezeichnung „Steinberg-Stücke“ auf einem historischen Messtischblatt wird abgeleitet, dass es ein jungsteinzeitliches Großsteingrab Kläden gegeben hat, das im 19. Jahrhundert zerstört wurde.
Im Jahre 1935 wurde eine in Kläden im Kreis Osterburg gefundene Hohlaxt aus der Bronzezeit als Einzelfund dem Museum Arendsee übergeben.
Im Kreismuseum Osterburg ist eine weitmundige keramische Schale aus einem Urnengrab aus spätrömischer Zeit überliefert.

### Quarzsandgrube Kläden

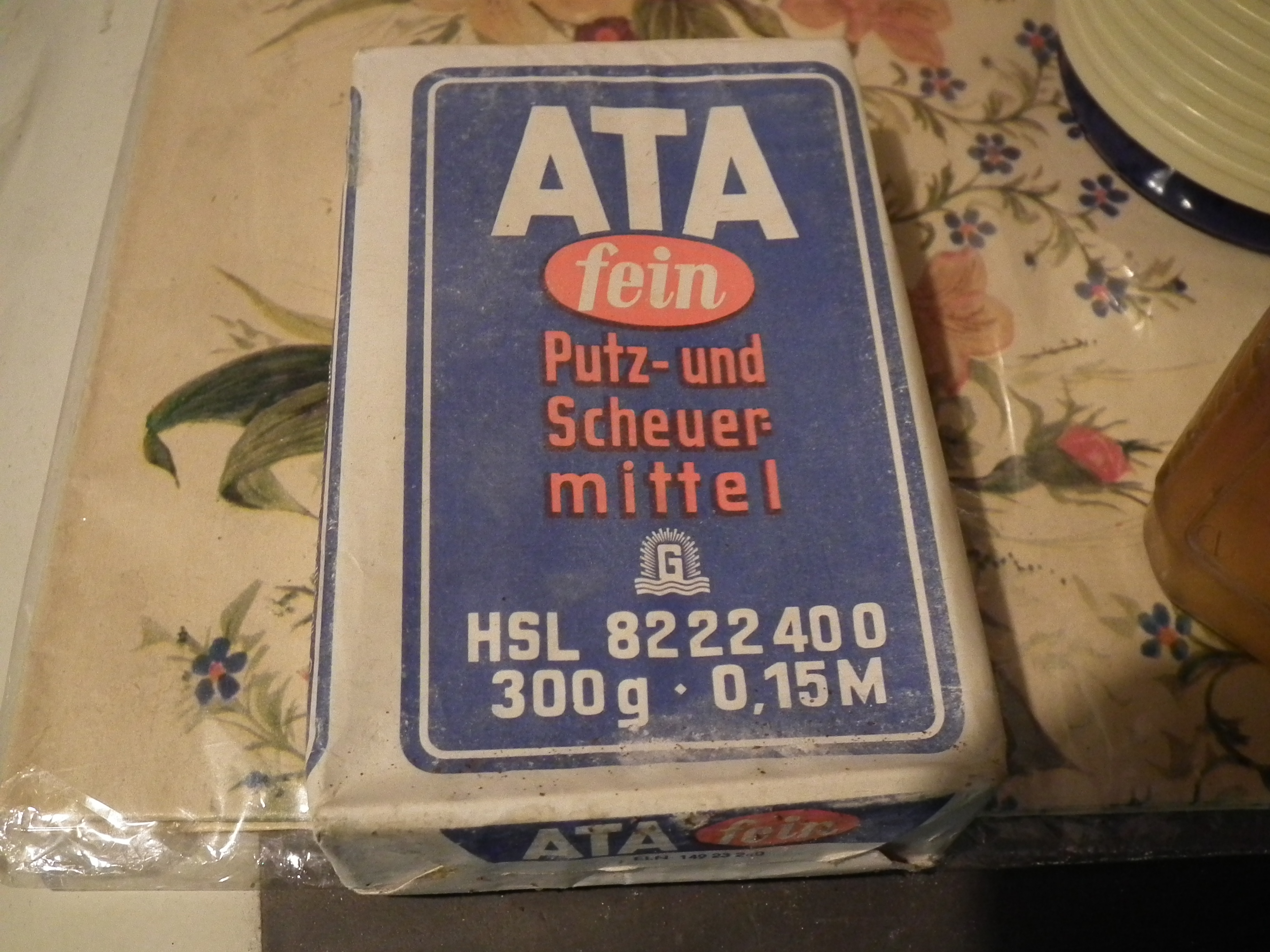
Scheuersand „Ata“

Die Gegend nördlich des Dorfes hieß früher „Hechfeldsche Busch“. Seinerzeit holten sich die Einwohner feinen Sand zum Ausstreuen ihrer Stuben aus der Gemeindekuhle hinter dem Gehöft von Friedrich Prange, so berichtete der Arendseer Heimatforscher Eckehard Schwarz. Nördlich des Dorfes entstand dann eine Sandgrube, in der ab 1929 bis 1995 Sand abgebaut wurde. Der feine Quarzsand wurde vom Grund der Grube mit einem schwimmenden Saugbagger durch eine Rohrleitung zum Grubenrand gefördert und zum Ablaufen des Wassers abgelagert. Nach dem Trocknen wurde der Sand auf Loren verladen und mit einer Sandgrubenbahn zum Haltepunkt Kläden an der Bahnstrecke Salzwedel–Geestgottberg gebracht, wo er mit der Bahn abtransportiert wurde. Der Sand wurde unter anderem im Waschmittelwerk Genthin zur Herstellung von Ata und IMI sowie als Formsand in Gießereien verwendet, beispielsweise im Nähmaschinenwerk Wittenberge.
Im Jahre 2018 wurde der Plan zur Errichtung eines Photovoltaik-Parks auf dem Gelände im Ortschaftsrat diskutiert und verworfen.

### Herkunft des Ortsnamens
Heinrich Sültmann deutet den Ortsnamen als wendisch, abgeleitet von „klad“, „kloda“ für „Brett“, „Balken“, übersetzt „Blockhaus“ oder „Holzhaus“.
Aleksander Brückner erkennt im Ortsnamen das altslawische Wort „klada“, im Plural „kloda“ für „Hauklotz“.

### Andere Ersterwähnungen
Der Historiker Peter P. Rohrlach weist darauf hin, dass die Angabe von Hermes und Weigelt der Ort Kläden sei bereits urkundlich im Jahr 1151 erwähnt, nicht korrekt ist.
Im Jahre 1170 wird Clodene in einer Urkunde genannt. Hermann Krabbo deutet es irrtümlich als Klöden bei Arendsee, gemeint ist aber Kläden bei Bismark.
Die Angabe der Erwähnung 1238 clodene für Kläden durch Ernst Haetge ist zu lesen als Cudene und betrifft Chüden.

### Eingemeindungen

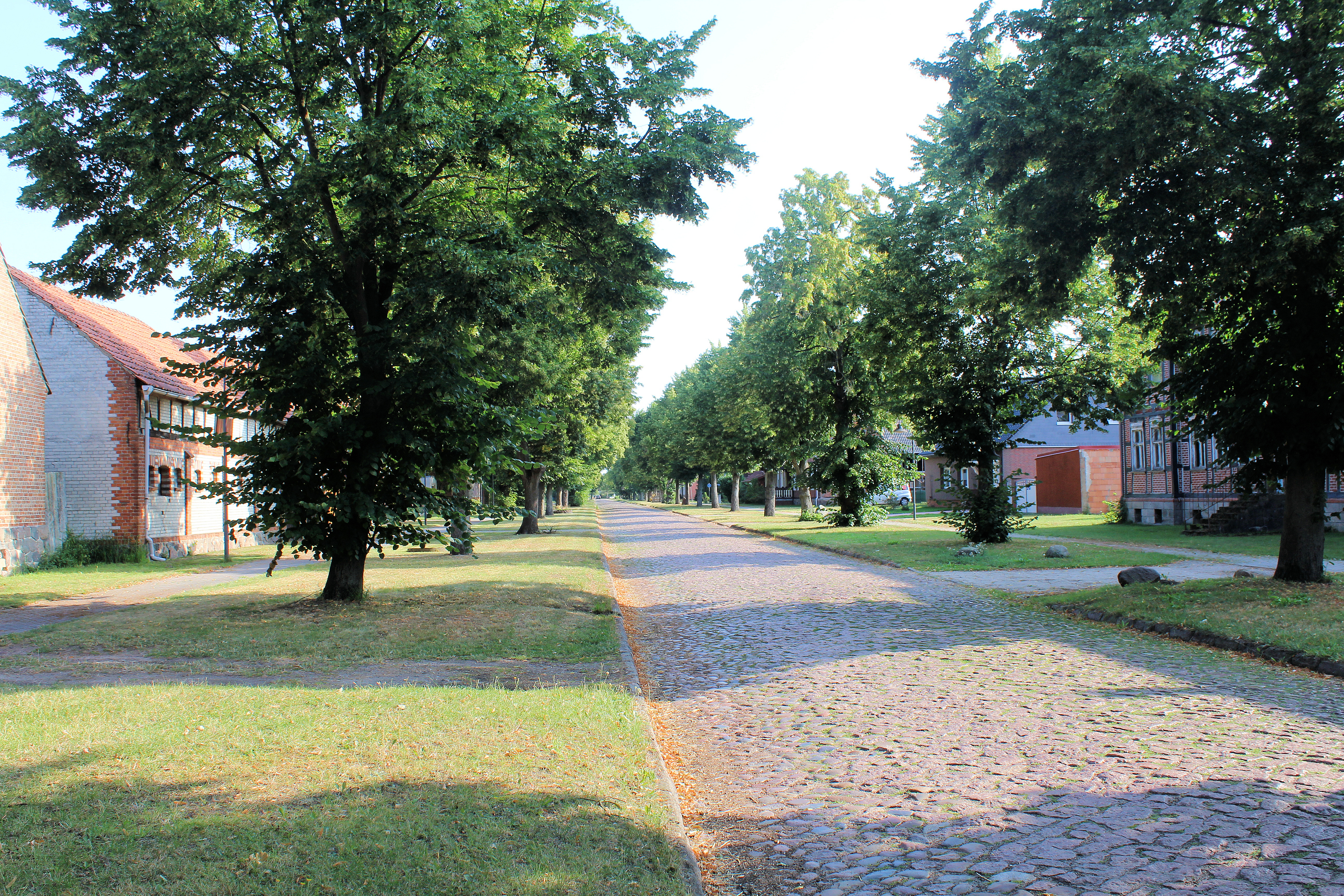
Dorfstraße in Kläden

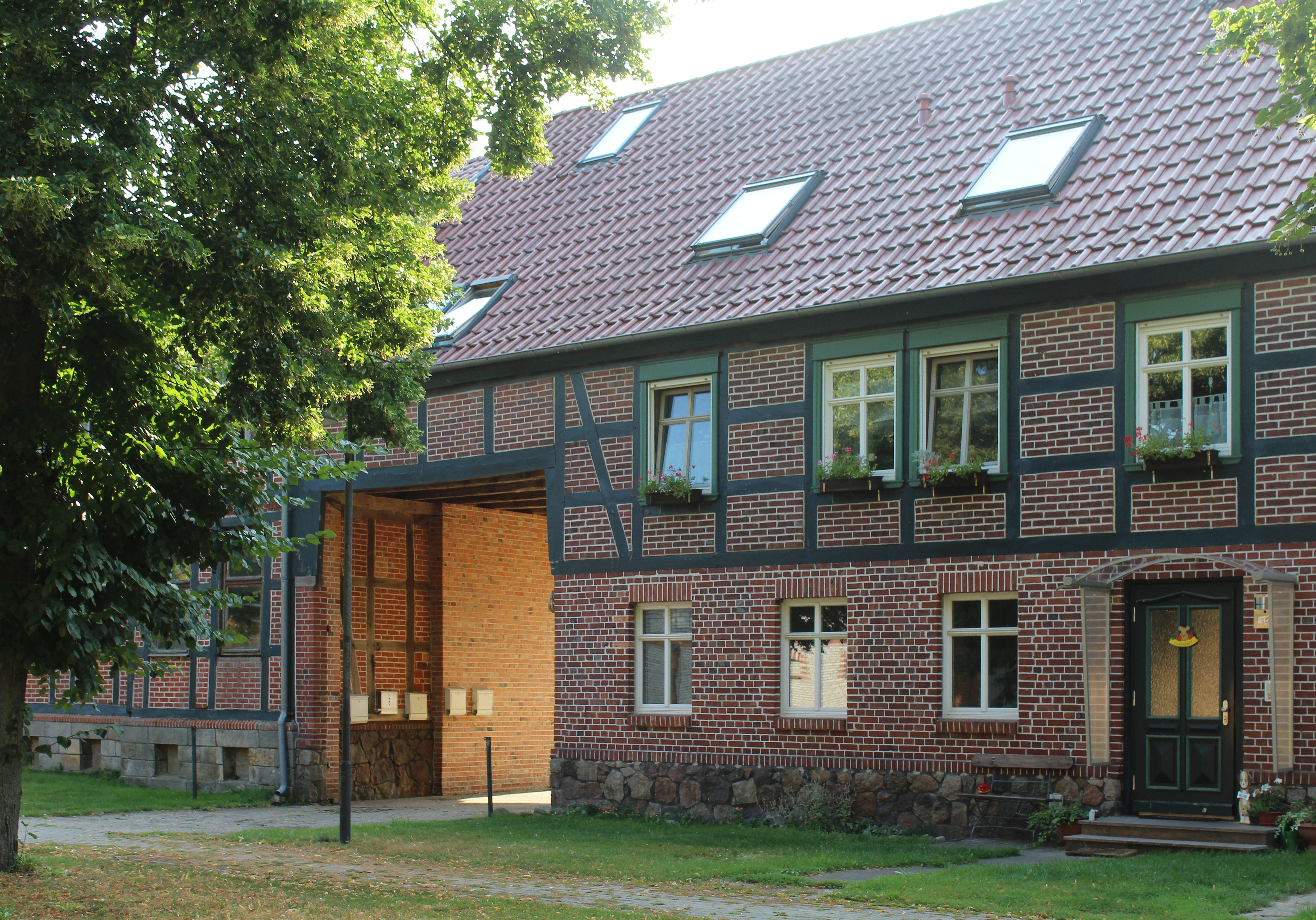
Fachwerkhaus in Kläden

Bis 1807 gehörte das Dorf zum Arendseeischen Kreis der Mark Brandenburg in der Altmark. Danach lag es ab 1807 bis 1813 im Kanton Arendsee auf dem Territorium des napoleonischen Königreichs Westphalen. Ab 1816 gehört die Gemeinde zum Kreis Osterburg, dem späteren Landkreis Osterburg in der preußischen Provinz Sachsen.
Am 1. April 1939 erfolgte der Zusammenschluss der Gemeinden Kläden und Kraatz zu einer Gemeinde mit dem Namen Kläden im Landkreis Osterburg.
Am 25. Juli 1952 wurde die Gemeinde Kläden in den Kreis Seehausen umgegliedert. Am 2. Juli 1965 erfolgte die Umgliederung in den Kreis Osterburg. Am 1. Juli 1994 kam die Gemeinde zum heutigen Altmarkkreis Salzwedel.
Durch einen Gebietsänderungsvertrag beschloss der Gemeinderat der Gemeinde Kläden am 14. Mai 2009, dass die Gemeinde Kläden in die Stadt Arendsee (Altmark) eingemeindet wird. Dieser Vertrag wurde vom Landkreis als unterer Kommunalaufsichtsbehörde genehmigt und trat am 1. Januar 2010 in Kraft.
Nach Eingemeindung der bisher selbständigen Gemeinde Kläden wurden Kläden und Kraatz Ortsteile der Stadt Arendsee (Altmark). Für die eingemeindete Gemeinde wurde die Ortschaftsverfassung nach den §§ 86 ff. Gemeindeordnung Sachsen-Anhalt eingeführt. Die eingemeindete Gemeinde Kläden und künftigen Ortsteile Kläden und Kraatz wurden zur Ortschaft der aufnehmenden Stadt Arendsee (Altmark). In der eingemeindeten Gemeinde und nunmehrigen Ortschaft Kläden wurde ein Ortschaftsrat mit fünf Mitgliedern einschließlich Ortsbürgermeister gebildet. Später wurde die Zahl auf 6 Mitglieder erhöht.

### Einwohnerentwicklung

#### Gemeinde
| Jahr | Einwohner |
| ---- | --------- |
| 1734 | 103       |
| 1774 | 124       |
| 1789 | 141       |
| 1798 | 119       |
| 1801 | 114       |
| 1818 | 128       |
| 1840 | 184       |
| 1864 | 265       |
| 1871 | 232       |
| 1885 | 261       |
| 1892 | [00]300   |

| Jahr | Einwohner |
| ---- | --------- |
| 1895 | 267       |
| 1900 | [00]271   |
| 1905 | 257       |
| 1910 | [00]258   |
| 1925 | 250       |
| 1939 | 338       |
| 1946 | 535       |
| 1964 | 398       |
| 1971 | 359       |
| 1981 | 331       |
| 1985 | [00]327   |

| Jahr | Einwohner |
| ---- | --------- |
| 1990 | [00]316   |
| 1993 | 314       |
| 1995 | [00]269   |
| 1998 | [00]271   |
| 2000 | [00]273   |
| 2002 | [00]251   |
| 2005 | [00]232   |
| 2006 | [00]228   |
| 2007 | [00]229   |
| 2008 | [00]227   |
| 2009 | [00]219   |

Quelle, wenn nicht angegeben, bis 2006

#### Ortsteil
| Jahr | Einwohner |
| ---- | --------- |
| 2011 | 200       |
| 2012 | 188       |
| 2013 | 187       |
| 2014 | 188       |
| 2015 | 181       |
| 2016 | 176       |

| Jahr | Einwohner |
| ---- | --------- |
| 2017 | 172       |
| 2020 | [00]172   |
| 2021 | [00]169   |
| 2022 | [0]183    |
| 2023 | [0]177    |

Quelle, wenn nicht angegeben, 2011–2017

## Religion

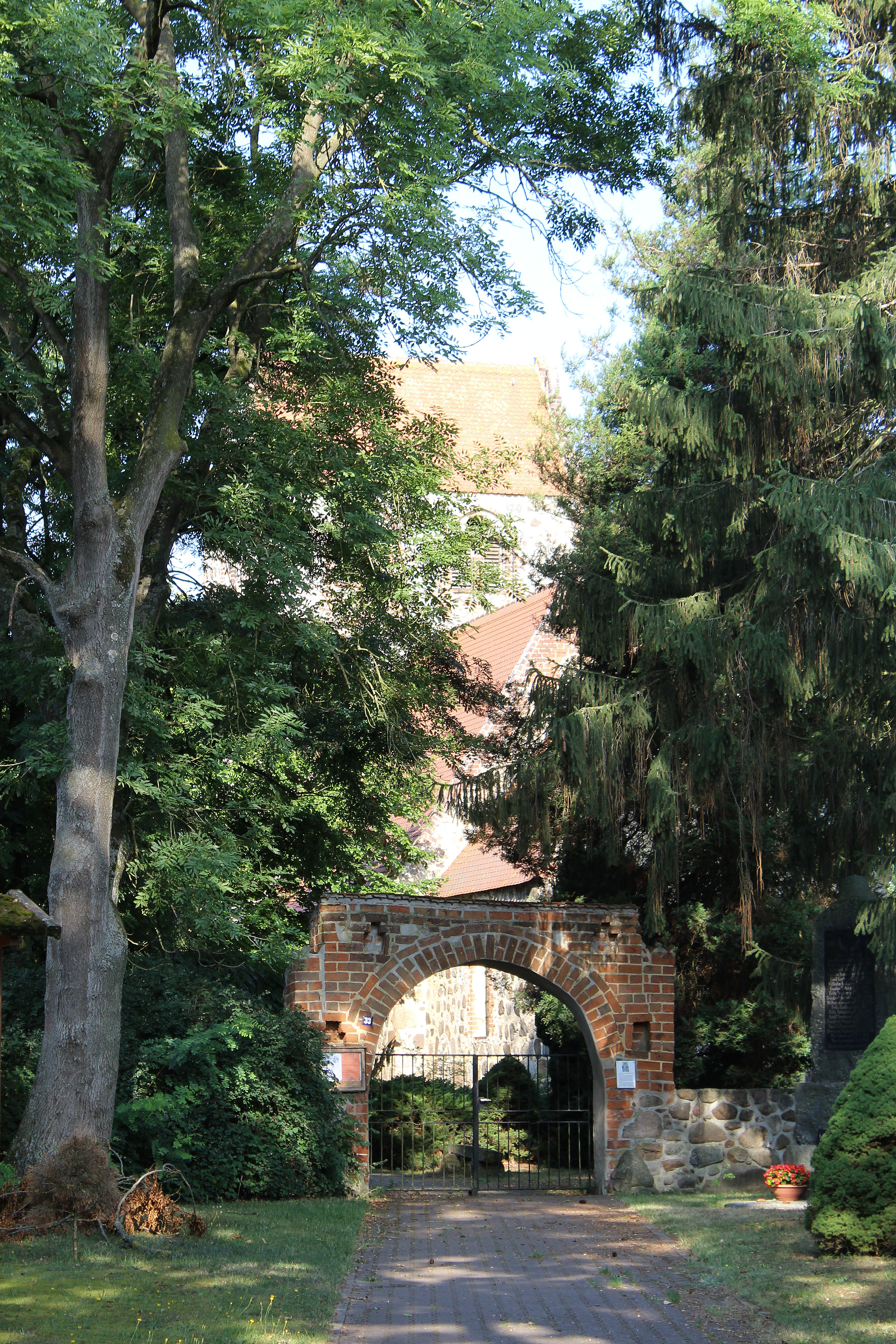
Tor zum Kirchhof

Die evangelische Kirchengemeinde und Pfarrei Kläden gehören zum Kirchspiel „Am Arendsee“ im Pfarrbereich Arendsee des Kirchenkreises Stendal im Bischofssprengel Magdeburg der Evangelischen Kirche in Mitteldeutschland.
Im Jahre 1903 gehörten zur Pfarrei Kläden bei Arendsee die Kirchengemeinden Kläden und Kraatz. Das Kirchenpatronat lag beim preußischen König.

## Politik

### Ortsbürgermeister
Jörg Benecke ist Ortsbürgermeister der Ortschaft Kläden. Der letzte Bürgermeister der Gemeinde Kläden war Christian Streiter.

### Ortschaftsrat
Bei der Ortschaftsratswahl am 9. Juni 2024 hat die Wählergemeinschaft „Pro Kläden und Kraatz“ alle 6 Sitze gewonnen.
Gewählt wurden 2 Frauen und 3 Männer. Die Wahlbeteiligung betrug 76,74 Prozent.

### Wappen
Das Wappen wurde am 27. November 2009 durch den Landkreis genehmigt.
Blasonierung: „In Silber über drei blauen Wellenleistenstäben im Schildfuß ein ausgerissener grüner Baum, dessen Stamm sich in zwei Hauptäste gabelt, die kranzartig einen silbernen Schild, darin ein golden bewehrter und gezungter roter Adler, einschließen.“
Das Wappen wurde vom Kommunalheraldiker Jörg Mantzsch gestaltet und ins Genehmigungsverfahren geführt.

### Flagge
Die Flagge der Gemeinde war grün-weiß (1:1) gestreift. Querform: Streifen waagerecht verlaufend, Längsform: Streifen senkrecht verlaufend) und mittig mit dem Gemeindewappen belegt. Sie wird nach der Eingemeindung für den Ortsteil Kläden weiter geführt.
Die Farben der Ortschaft sind Grün-Weiß.

## Kultur und Sehenswürdigkeiten

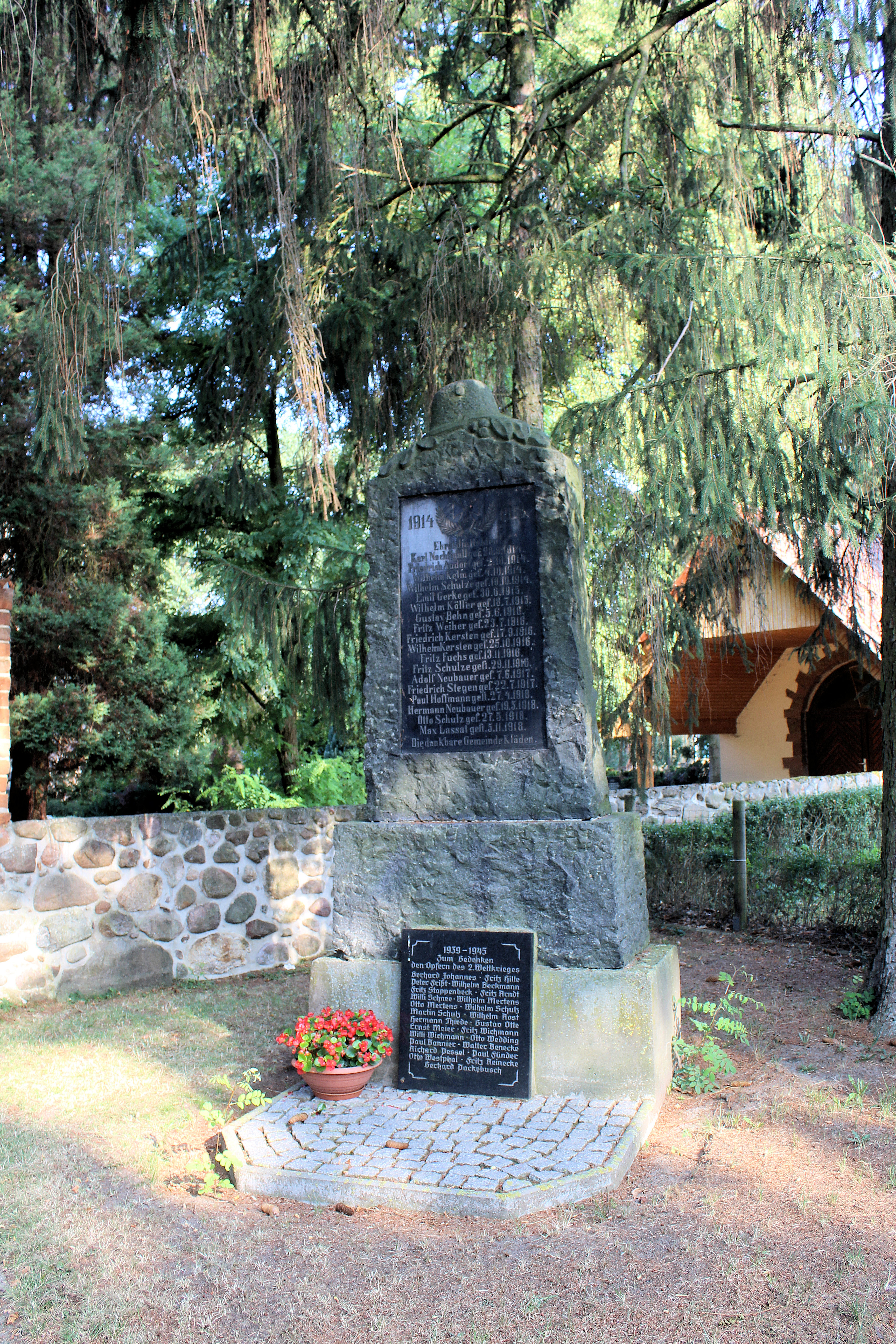
Gefallenendenkmal in Kläden

- Die evangelische Dorfkirche Kläden ist ein romanischer Feldsteinbau aus dem 12. Jahrhundert.[37]
- Der Ortsfriedhof ist der Kirchhof.
- Vor dem Eingangsportal zum Kirchhof steht ein Denkmal für die Gefallenen des Ersten Weltkrieges in Form eines dunklen Steines auf einem Sockel mit einem Stahlhelm darauf. Davor steht eine Gedenktafel für die Gefallenen des Zweiten Weltkrieges.[38]

### Veranstaltungen
Der 1952 gegründete Klädener Karnevals Club organisiert Karnevalsveranstaltungen. Er ist bekannt für seinen Schlachtruf: „Kläden und Kraatz – IMI ATA“.

### Sport
Kläden gehört zu den Altmärkischen Wandernestern, die im Altmärkischen Wanderverein organisiert sind.

## Wirtschaft und Infrastruktur

### Verkehr
Das Dorf liegt an der B 190, die ins etwa 17 km entfernte Salzwedel führt. Der Haltepunkt Kläden (b Arendsee/Altm) lag an der Bahnstrecke Salzwedel–Geestgottberg, auf der seit 2004 kein Verkehr mehr stattfindet.
Es verkehren Linienbusse und Rufbusse der Personenverkehrsgesellschaft Altmarkkreis Salzwedel.